# Power (butikskedja)
Power är en detaljhandelskedja för hemelektronik ägd av Norska Expert ASA. Bolaget har 29 stycken varuhus belägna i Sverige. Dessa tog Power över när Mediamarkt valde att lämna Sverige.

## Historia
Varumärket Powers historia sträcker sig tillbaka till slutet av 1900-talet, år 1980, när tre entreprenörer grundade City Stormarknad i Stockholm. Under 2001 hade det vuxit till en rikstäckande kedja med butiker över hela Sverige. Under 1990-talet köptes kedjan av KF (Kooperativa Förbundet) och fick senare namnet Power i början av 2000-talet. Expert Sverige AB gick i konkurs 2012. 
Power grundades återigen som ett företag etablerat i Danmark år 2015 och har sedan dess utvecklat sig till en betydande aktör inom elektronikmarknaden i Norden. Företaget har expanderat till olika nordiska länder, inklusive Finland, Sverige och Norge, och har integrerat e-handel i sin verksamhet sedan 2017.
År 2023 tog de över 29 varuhus i Sverige som tidigare drevs av Mediamarkt. Centrallagret ligger placerat i tätorten Skillingaryd, Småland.